# Mnesarete fulgida
Mnesarete fulgida – gatunek ważki z rodziny świteziankowatych (Calopterygidae). Występuje w północno-zachodniej części Ameryki Południowej; stwierdzony w Kolumbii, Ekwadorze i północnym Peru.